# Crisia bucinaform
Crisia bucinaform är en mossdjursart som beskrevs av Okada 1928. Crisia bucinaform ingår i släktet Crisia och familjen Crisiidae. Inga underarter finns listade i Catalogue of Life.